# João Gil (ator)
João Marcelino da Silva Gil, mais conhecido por João Gil ou Actor Gil (Porto, 15 de novembro de 1843 — Lisboa, 10 de fevereiro de 1915), foi um ator de teatro português.

## Biografia
Nasceu na freguesia de Santo Ildefonso da cidade do Porto, dentro do Teatro São João, a 15 de novembro de 1843, filho do ator António da Silva Gil, conhecido por Gil Pai e de sua segunda esposa, Mariana do Carmo Baptista Âncora, ambos naturais de Lisboa, quando ali funcionava uma companhia dirigida pelo seu pai. Era irmão de Silvério Gil, que abandonou a carreira de ator para se estabelecer como alfaiate na Rua Augusta.

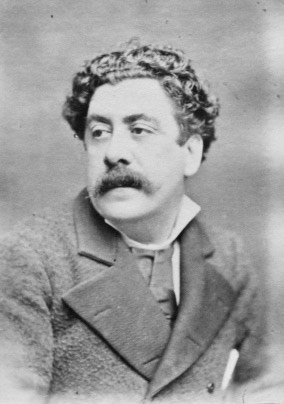
Actor Gil (Biblioteca-Arquivo do Teatro Nacional D. Maria II, Alfred Fillon, 1875).

Durante a infância acompanhou o pai em companhias ambulantes nas Províncias e Ilhas, entrando com ele em cena sempre que a peça admitia papéis de criança, sendo célebre no papel de um dos filhos de Inês de Castro. Iniciou-se no ofício de marceneiro aos 12 anos, quando se estabeleceu em Lisboa.
Estreou-se como ator profissional a 29 de outubro de 1861 no Teatro da Rua dos Condes, no papel de "Governador do Castelo de Palmela" no drama patriótico A Restauração de Portugal, escriturado na companhia de Emília das Neves. Foi depois escriturado no Teatro do Príncipe Real com a empresa de César de Lima e depois sob a direção de José Carlos dos Santos na Companhia Santos & Pinto. Tendo logo de começo feito bela figura na cena, progrediu notavelmente sob a direção do grande mestre Santos, acompanhando-o em todas as suas empresas, passando para o Teatro Nacional D. Maria II, Teatro Gymnasio, Rua dos Condes e novamente Príncipe Real. Em seguida segue para o Teatro da Trindade e novamente Rua dos Condes. Mais tarde regressa ao D. Maria com a Companhia Rosas & Brazão, com a qual seguiu para o Teatro D. Amélia, tendo depois integrado a Companhia Teatro Livre, Companhia do Teatro D. Amélia (renomeado Teatro República, após a Implantação da República) e Empresa Braga e C.ª.
Fez muitas digressões ao Norte e Sul de Portugal, ao Brasil e a Espanha, onde representou em Madrid, Barcelona, Vigo, Corunha, sempre muito apreciado. Nessas tournées era companheiro inseparável de António Pedro, Álvaro Filipe Ferreira e José António Brandão. Teve um repertório de mais de meio século, destacando-se em comédia, drama, revista, opereta, ópera cómica, vaudeville, zarzuela, entre outros géneros teatrais, sendo uma figura primacial em todas as companhias em que trabalhou, estimadíssimo pelo seu mérito, pelo seu carácter e pela sua amizade, sendo notável que fazia principalmente papéis de patife, tendo obtido muito sucesso com o personagem "Casca-grossa" de O Paralítico e o "Sapateiro Simão" de Maria Antonieta. Numa destas peças onde representou o "Sapateiro Simão" foi a sua representação tão exímia que um grupo de espectadores o esperou à saída do teatro para lhe manifestar ostilmente a aversão que o personagem lhes causara, chegando a levantarem-se bengalas no ar.

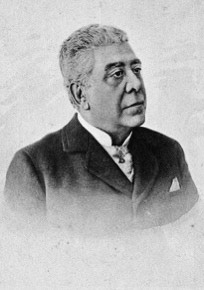
Actor Gil (Biblioteca-Arquivo do Teatro Nacional D. Maria II, F. A. Martins, década de 1900).

Outras peças em que se destacou foram: O Abismo, Causa célebre, A consciência, Os velhos, O reino da bolha, O bebé, Os degenerados, Zázá, A estrada nova, A Severa, Coraly & Companhia, Petrónio, Castelo histórico, Viagem à Turquia, Conde de S. Germano, A corrida do facho, Blanchette, A cruz de esmola, Madame Flirt, Os dois barcos, O tio Pedro, A ceia dos Cardeais, Salto mortal, Silêncio calado, A encruzilhada, Paulo e Maria, Reino das jóias, Gabriel e Lusbel ou o Taumaturgo, Os mistérios sociais, Tragédia antiga, Auto pastoril, O sub-prefeito de Chateau Buzard, El genero gordo, A Castelã, Madame Sans-Gêne, A clareira, O avô, Os três anabaptistas, A maternidade, Pai natural, A prosa, Uma falência, As vítimas, A labareda, O homem de ouro, Cinismo, septicismo e crença, Rei do mundo, André Gerard, A harpa de Deus, A probidade, Lâmpada maravilhosa, A vida de um rapaz pobre, O sargento-mor de Vilar, O templo de Salomão, O monarca das coxilas, Tartufo, A clareira, etc.
Na sequência de uma congestão cerebral adoece gravemente, sem nunca deixar de trabalhar. Tendo representado na véspera a peça O Feijão Verde, falece subitamente a 10 de fevereiro de 1915, em Lisboa, no primeiro andar do número 195 da Calçada de Santana, freguesia da Pena, onde residia, vitimado por uma síncope cardíaca, aos 71 anos de idade, sendo sepultado em jazigo, no Cemitério dos Prazeres. Ao seu funeral concorreram muitos artistas, escritores, dramaturgos e fizeram-se representar todas as companhias da capital. Deixou a morte deste ator célebre que várias gerações viram representar nos palcos portugueses a todo o público em geral consternado, bem como a seus amigos, colegas e familiares, por quem era muito estimado.

### Vida pessoal
Casou-se com apenas 16 anos, a 6 de setembro de 1860, na Igreja de Santa Catarina, em Lisboa, com Gertrudes Maria Ferreira, natural da mesma cidade, freguesia de Santa Catarina, de quem teve duas filhas: Júlia da Silva Gil e Amélia da Silva Gil. Foi avô materno de Arnaldo Gil Fortée Rebelo, empregado no Ministério das Colónias e Álvaro Gil Fortée Rebelo, Capitão de Fragata, filhos de Júlia e de seu marido, José Rodrigues Fortée Rebelo.